# 維什瓦拉鄉 (穆列什縣)
46°17′N 24°36′E / 46.28°N 24.6°E
維什瓦拉鄉（羅馬尼亞語：Comuna Viișoara, Mureș），是羅馬尼亞的鄉份，位於該國中部，由穆列什縣負責管轄，面積67平方公里，海拔高度488米，2007年人口1,702，人口密度每平方公里25人。